# Tommy Nilsson
Erik Tommy Nilsson (Stockholm, 11 maart 1960) is een Zweedse zanger. Hij vertegenwoordigt Zweden op het Eurovisie Songfestival van 1989 met de ballade En Dag ('Op een dag'). Daar behaalt hij de vierde plaats met 110 punten. En Dag is later gecoverd door Paul de Leeuw, die het lied onder de titel De Schreeuw van de Leeuw zingt als openingsnummer van zijn gelijknamige televisieprogramma.
Tommy Nilsson neemt achttien jaar na En Dag deel aan Melodifestivalen 2007 met het liedje Jag Tror På Människan ('Ik geloof in mensen'). Hij gaat door naar de finale in Jönköping, maar behaalt daar de laatste plaats. In 2016 probeert hij het voor de derde keer, nu samen met Patrik Isaksson en Uno Svenningsson. Håll Mitt Hjärta Hårt van het trio Patrik, Tommy & Uno eindigt echter als laatste in de tweede semi-finale en gaat zelfs niet door naar de finale.

## Discografie
Albums
- 1977: Horizont (& Horizont)
- 1979: Andra Vyer (& Horizont)
- 1981: No way No How
- 1982: Tommy Nilsson
- 1983: Easy action (& Easy Action)
- 1986: That Makes One (& Easy Action)
- 1988: It!
- 1990: Follow the Road
- 1994: En kvinnas man
- 1996: Å så nära
- 1999: Fri att vara här
- 2001: En samling 1981-2001
- 2005: Tiden före nu
- 2010: I År är Julen Min
- 2013: Stay Straight on the Current Road
- 2020: Det bästa med Tommy Nilsson

- 2017: Samma Människa

Singles
- 1981: In The Mean Meantimes/No Way No How
- 1981: Radio Me
- 1987: Allt Som Jag Känner (& Tone Norum)
- 1987: My Summer With You (& Tone Norum)
- 1988: Maybe We're About To Fall In Love
- 1988: Miss My Love
- 1989: En Dag
- 1989: Time (& Zemya Hamilton)
- 1990: Don't Walk Away
- 1990: Looking Through The Eyes Of A Child
- 1990: Too Many Expectations
- 1991: Long Lasting Love
- 1994: En Kvinnas Man
- 1994: Lämnar Du Mig
- 1994: Marianne
- 1994: Öppna Din Dörr
- 1996: Å Så Nära
- 1996: Din Skugga På Mitt Täcke
- 1996: Dina Färger Var Blå
- 1996: Du Är För Mig
- 1996: Om Jag Är Den Du Vill Ha
- 1996: Så Nära
- 1999: Här Är Jag Nu
- 2001: När Du Är Här
- 2002: Nu Är Tid Att Leva (& Åsa Jinder)
- 2005: Allt Ditt Hjärta Är
- 2005: Amelia
- 2006: Vi Brann
- 2007: Jag tror på människan
- 2016: My Love is Not Blind
- 2016: Det sitter i dig
- 2016: Sommarnatt
- 2016: Håll mitt hjärta hårt (met Patrik Isaksson en Uno Svenningsson)